# Leskea latebricola
Leskea latebricola là một loài Rêu trong họ Leskeaceae. Loài này được (Schimp.) Wilson mô tả khoa học đầu tiên năm 1855.